# 拉尔·汗

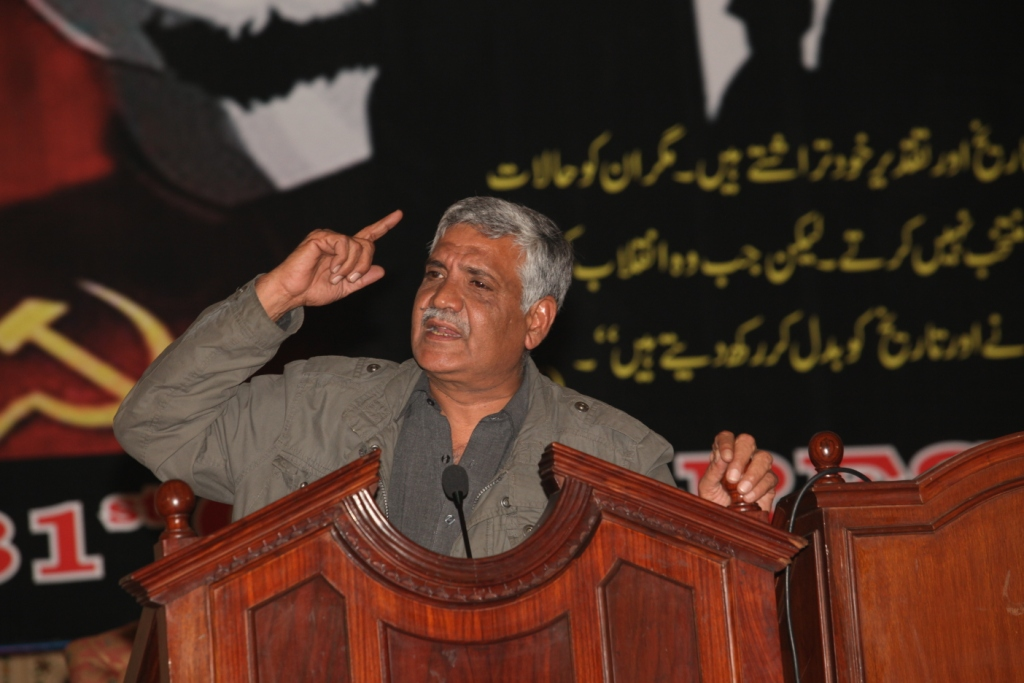
2008年，拉尔·汗在“阶级斗争”代表大会上讲话。

拉尔·汗（英語：Lal Khan；1956年6月—2020年2月21日），本名坦维尔·贡达尔（Tanveer Gondal）），是一位巴基斯坦政治活动家和马克思主义政治理论家。
他原来是医生，后来停止行医，转而全身心投入政治活动。他使用“拉尔·汗”这个笔名。他是巴基斯坦托洛茨基主义组织“阶级斗争”的领袖，并担任该组织的机关报的主编。他还为《每日时报》和《世界》定期撰写文章。2020年2月21日，他在罹患癌症1年多后病逝。